# いか八朗
いか 八朗（いか はちろう、本名：近藤 角悟（こんどう かくご）、1934年4月12日 - 2018年5月28日）は、日本のタレント、作曲家、俳優、リポーター。

## 人物
高知県出身。浅草松竹演芸場でリーダーフランケン卓山（本名・多田昇、享年63）を師と仰ぎ、フランケン卓山率いるコント東京ギャラントメン（当時人気の伝助劇場の前座を任され活躍した）のメンバーとして劇場で活躍。1957年、作曲家として日本マーキュリーレコード入社。その後俳優に転身後、お笑い芸人・漫談家に転身。1974年に俳優に戻り、多数の作品に出演していた。最終所属はEja9。
1975年8月に明石家さんまが名古屋・大須演芸場出演時に「本日も客なし」と書いた楽屋落書きのすぐ上に、1985年10月「天下を取るぞ」と書いたものがさんまの落書きと同時に残されている。
2018年5月28日 10時3分、老衰のため死去。84歳没。遺作は自主映画「やどかり珈琲モルモット」となった。

## 主な出演作品

### 舞台
- セヴィリアの理髪師
- オズの魔法使い

### 映画
- ドグラ・マグラ（1988年）
- 田口ゆかりの裏本番 恥戯（1989年）
- 二十世紀少年読本（1989年） - さんしょ三助 役
- 巨乳はさんで咥える（1995年）
- 我が人生最悪の時（1995年） - いかさん 役
- 罠 THE TRAP（1996年） - いかさん 役
- 人妻男狩り（1999年）
- 金融破滅ニッポン 桃源郷の人々（2002年） - 桃源郷の人々 役
- 幸福の鐘（2003年）
- 妖怪大戦争（2005年） - 納戸婆、小鬼 役
- 妖怪奇談（2007年）
- 図鑑に載ってない虫（2007年） - アメリカンドッグ屋の店長 役
- 平凡ポンチ（2008年） - 工場長 役
- 悪夢のエレベーター（2009年）
- ディア・ドクター（2009年）
- 俺にさわるな!（2009年） - ザンパノイカ 役
- 巨乳ドラゴン 温泉ゾンビ VS ストリッパー5（2010年）
- テルマエ・ロマエ（2012年） - 銭湯にいる老人 役
- テルマエ・ロマエII（2014年） - 三郎 役
- 小川町セレナーデ（2014年）

### テレビドラマ
- パパと歩こう（TBS、1963年）
- 破れ傘刀舟悪人狩り（NET）
- 破れ奉行（テレビ朝日、1977年）
- 特捜最前線（テレビ朝日）
- 夜逃げ屋本舗 第1シリーズ第9話（日本テレビ、1999年）
- 時効警察 第2話（テレビ朝日、2006年） - 味見和三郎 役
- ほんとにあった怖い話 夏の特別編2012「呪われた病室」（フジテレビ、2012年）
- 独身貴族 最終回（フジテレビ、2013年） - 魚屋 役
- ダークシステム 恋の王座決定戦 第5・6話（TBS、2014年） - 草加菊夫 役
- リバースエッジ 大川端探偵社 第5話（テレビ東京、2014年） - 予想屋 役

### CM
- どっきりカメラのキシフォート
- 日清食品「カレーメシ」（2014年 - 2017年）
- 大東建託「いい部屋ネット」
- ツルハグループドラッグ&ファーマシー西日本「ウェルネス」・「ウォンツ」

### ラジオ
- いか八朗トークイン

## 主な作曲作品
- ボインちゃん
- タマランロック
- その名は亜希子